# كوسكاو

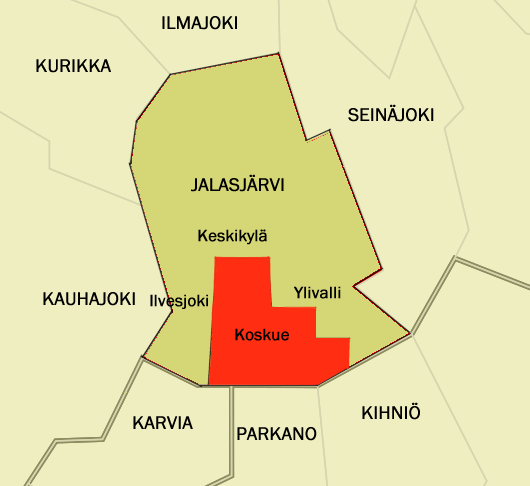
موقع كوسكاو في جالاسجارفي

كوسكاو هي قرية في جالاسجارفي، تافاستيا، فنلندا . في عام 2007 كان عدد سكانها يبلغ 850.

## وصلات خارجية
- Official website of Koskue